# Gavirate
Gavirate (lombardul: Gaviraa) település Olaszországban, Varese megyében. Lakosainak száma 9136 fő (2023. január 1.). Gavirate Barasso, Bardello con Malgesso e Bregano, Besozzo, Casciago, Comerio, Varese, Biandronno, Cocquio-Trevisago és Cuvio községekkel határos.

## Népesség
A település népességének változása:
| Lakosok száma | 9334 | 9374 | 9136 |
|               | 2017 | 2018 | 2023 |